# Карагач (Біляєвський район)
Карага́ч (рос. Карагач) — селище у складі Біляєвського району Оренбурзької області, Росія.

## Населення
Населення — 760 осіб (2010; 960 у 2002).
Національний склад (станом на 2002 рік):
- росіяни — 36 %
- казахи — 28 %